# 本川裕
本川 裕（ほんかわ ゆたか、1951年（昭和26年）- ）は、日本の統計学者。立教大学大学院ビジネスデザイン研究科兼任講師。専門は、統計データ分析。祖父は、大正に活躍した元関脇黒瀬川浪之助。

## 経歴
神奈川県生まれ、東京都育ち。千代田区立永田町小学校を卒業後、千代田区立麹町中学校に進学。その後、武蔵高等学校に進学し、東京大学農学部農業経済学科を卒業後、東京大学大学院農学系研究科博士課程単位取得退学。埼玉大学経済学部非常勤講師、社会構想研究所研究顧問、地域情報設計研究所研究顧問、財団法人国民経済研究協会研究部長・常務理事などを歴任。現在、シンクタンク・アルファ社会科学株式会社首席研究員、立教大学大学院ビジネスデザイン研究科兼任講師の他、インターネット上で「社会実情データ図録」サイトを主宰し、地域の調査等研究に従事。

## 著書

### 単著
- 『統計データはおもしろい！-相関図でわかる経済・文化・世相・社会情勢のウラ側-』（技術評論社、2010年）
- 『統計データはためになる!-棒グラフから世界と社会の実像に迫る-』（技術評論社、2012年）
- 『統計データが語る 日本人の大きな誤解 (日経プレミアシリーズ223)』（日本経済新聞出版社、2013年）
- 『統計で問い直すはずれ値だらけの日本人』（星海社新書、2025年）

### 監修
- 『口説ける「統計」』Ｇ．Ｂ．、2009年2月刊行

## 連載
- 『統計から社会の実情を読みとる』(公財)統計情報研究開発センター「エストレーラ」誌
- 『データが語る”いま”』（株）産労総合研究所「企業と人材」誌
- 『本川裕のデータは語る』第一法規（株）「議員NAVI」サイト（ウェブマガジン連載記事）

## 出演番組
- 『世界一受けたい授業』日本テレビ（2014年10月25日放送、2015年5月16日放送）[2]